# Смирнов, Виталий Степанович (дипломат)
Вита́лий Степа́нович Смирно́в (16 февраля 1930, дер. Большие Сутоки, Лиозненский район, Витебская область, БССР, СССР — 1 ноября 2007) — советский, белорусский дипломат. Чрезвычайный и полномочный посол (1971).

## Биография
Окончил Минский юридический институт. Затем был на комсомольской и партийной работе.
- В 1969—1974 годах — постоянный представитель Белорусской ССР при ООН.
- В 1974—1980 годах — председатель Президиума Белорусского общества дружбы и культурной связи с зарубежными странами.
- В 1980—1985 годах — чрезвычайный и полномочный посол СССР в Пакистане.
- В 1988—1991 годах — чрезвычайный и полномочный посол СССР в Бангладеш.

Кандидат исторических наук. Был преподавателем и профессором кафедры внешней политики и дипломатии в Академии управления при Президенте Республики Беларусь, почётным консулом Бангладеш в Белоруссии, почётным президентом белорусского Ротари клуба.